# Superettan 2019
Die Superettan 2019 war die 20. Spielzeit der zweithöchsten schwedischen Fußballliga unter diesem Namen und die insgesamt 91. Spielzeit seit der offiziellen Einführung einer solchen im Jahr 1928. Die Saison begann am 30. März und endete am 2. November 2019.
Als Absteiger aus der Allsvenskan nahmen Trelleborgs FF, Dalkurd FF und IF Brommapojkarna teil. Alle drei Teams waren erst ein Jahr zuvor aufgestiegen. Aus der Division 1 waren Västerås SK und Syrianska FC (Nordstaffel), sowie Mjällby AIF (Südstaffel) aufgestiegen.

## Teilnehmer und ihre Spielstätten
| Team                | Stadt      | Heimstadion              | Kapazität |
| ------------------- | ---------- | ------------------------ | --------- |
| GAIS Göteborg       | Göteborg   | Gamla Ullevi             | 18.4160   |
| Örgryte IS          | Göteborg   | Gamla Ullevi             | 18.4160   |
| IK Brage            | Borlänge   | Domnarvsvallen           | 6.500     |
| Brommapojkarna      | Bromma     | Grimsta IP               | 8.000     |
| Dalkurd FF          | Gävle      | Gavlevallen              | 6.432     |
| Degerfors IF        | Degerfors  | Stora Valla              | 12.5000   |
| IK Frej             | Täby       | Vikingavallen            | 2.750     |
| Halmstads BK        | Halmstad   | Örjans vall              | 15.5000   |
| Jönköpings Södra IF | Jönköping  | Stadsparksvallen         | 5.200     |
| Mjällby AIF         | Hällevik   | Strandvallen             | 7.500     |
| Norrby IF           | Borås      | Borås Arena              | 17.8000   |
| Östers IF           | Växjö      | Myresjöhus Arena         | 12.0000   |
| Syrianska FC        | Södertälje | Södertälje Fotbollsarena | 6.400     |
| Trelleborgs FF      | Trelleborg | Vångavallen              | 10.0000   |
| Varbergs BoIS       | Varberg    | Påskbergsvallen          | 4.500     |
| Västerås SK         | Västerås   | Solid Park Arena         | 7.000     |

## Abschlusstabelle
| Pl. | Verein                 | Sp. | S  | U  | N  | Tore    | Diff. | Punkte |
| --- | ---------------------- | --- | -- | -- | -- | ------- | ----- | ------ |
| 1.  | Mjällby AIF (N)        | 30  | 17 | 6  | 7  | 044:310 | +13   | 57     |
| 2.  | Varbergs BoIS          | 30  | 15 | 10 | 5  | 049:270 | +22   | 55     |
| 3.  | IK Brage               | 30  | 16 | 6  | 8  | 054:330 | +21   | 54     |
| 4.  | Jönköpings Södra IF    | 30  | 15 | 7  | 8  | 052:310 | +21   | 52     |
| 5.  | Degerfors IF           | 30  | 15 | 6  | 9  | 046:340 | +12   | 51     |
| 6.  | Halmstads BK           | 30  | 14 | 4  | 12 | 045:340 | +11   | 46     |
| 7.  | Örgryte IS             | 30  | 12 | 10 | 8  | 043:370 | +6    | 46     |
| 8.  | Dalkurd FF (A)         | 30  | 13 | 5  | 12 | 043:470 | −4    | 44     |
| 9.  | Norrby IF              | 30  | 11 | 9  | 10 | 043:430 | ±0    | 42     |
| 10. | Västerås SK (N)        | 30  | 8  | 10 | 12 | 041:400 | +1    | 34     |
| 11. | Trelleborgs FF (A)     | 30  | 7  | 11 | 12 | 034:470 | −13   | 32     |
| 12. | GAIS Göteborg          | 30  | 8  | 8  | 14 | 023:400 | −17   | 32     |
| 13. | Östers IF              | 30  | 6  | 11 | 13 | 032:430 | −11   | 29     |
| 14. | IK Frej                | 30  | 7  | 8  | 15 | 035:550 | −20   | 29     |
| 15. | IF Brommapojkarna (RV) | 30  | 6  | 10 | 14 | 038:490 | −11   | 28     |
| 16. | Syrianska FC (N)       | 30  | 6  | 7  | 17 | 029:600 | −31   | 25     |

Platzierungskriterien: 1. Punkte – 2. Tordifferenz – 3. geschossene Tore

| (A) Absteiger aus der Allsvenskan 2018: Trelleborgs FF, Dalkurd FF                                 |
| (N) Neuaufsteiger aus der Division 1 2018: Mjällby AIF, Syrianska FC & Västerås SK                 |
| (RV) Verlierer der Relegationsspiele 2018 und damit Absteiger in die Superettan: IF Brommapojkarna |

## Relegation
Der 3. der Superettan 2019 spielte gegen den 14. der Allsvenskan 2019 in einer Play-off-Runde mit Hin- und Rückspiel um die Relegation. Der Sieger qualifizierte sich für die Allsvenskan 2020.
|          | Gesamt |           | Hinspiel | Rückspiel |
| -------- | ------ | --------- | -------- | --------- |
| IK Brage | 2:4    | Kalmar FF | 0:2      | 2:2       |

Die Plätze 13. und 14. der Superettan 2019 spielten gegen die jeweils Zweiten der Nord-/Südstaffel der Division 1 2019 in einer Play-off-Runde mit Hin- und Rückspiel um die Relegation. Die beiden Sieger qualifizierten sich für die Superettan 2020.
|                 | Gesamt    |           | Hinspiel | Rückspiel |
| --------------- | --------- | --------- | -------- | --------- |
| Landskrona BoIS | 1:2       | Östers IF | 1:1      | 0:1       |
| Umeå FC         | (a)3:3(a) | IK Frej   | 1:1      | 2:2       |

## Torschützenliste
Bei gleicher Anzahl von Treffern sind die Spieler nach Anzahl Elfmetern danach alphabetisch sortiert.
| Platz | Spieler                | Mannschaft          | Tore |
| ----- | ---------------------- | ------------------- | ---- |
| 01    | Erik Björndahl         | Degerfors IF        | 20   |
| 02    | Rasmus Wiedesheim-Paul | Halmstads BK        | 19   |
| 03    | Astrit Selmani         | Varbergs BoIS       | 15   |
| 03    | Edin Hamidović         | Jönköpings Södra IF | 15   |
| 03    | Christian Kouakou      | IK Brage            | 15   |
| 06    | Gustav Ludwigson       | Örgryte IS          | 12   |
| 06    | Anton Lundin           | IK Brage            | 12   |
| 08    | Ahmed Awad             | Dalkurd FF          | 10   |
| 08    | Bubacarr Jobe          | Mjällby AIF         | 10   |
| 08    | Daryl Smylie           | Jönköpings Södra IF | 10   |